# Джеймс Волкер
Джеймс Р. Во́лкер (англ. James R. Walker; 1897 — ?) — південноафриканський велогонщик, дворазовий призер Олімпійських ігор.

## Біографія
Народився 1897 року.
Учасник літніх Олімпійських ігор 1920 року в Антверпені у змаганнях на велотрекі. Виступав у п'яти видах змагань з велоспорту на шосе та на треку. У тандемі з Вільямом Смітом посів друге місце у спринті на 2000 метрів. У командному перс'юті на 4000 метрів разом з Вільямом Смітом, Генрі Кальтенбруном і Семмі Гусеном посів третє місце.
Подальша доля невідома.